# Elliott Reid
Elliott Reid (16. ledna 1920, New York, New York, USA – 21. června 2013, Studio City, Kalifornie) byl americký herec.

## Kariéra
Reid často pracoval v rádiu během jeho zlaté éry. Pracoval například v The Mercury Theatre on the Air od Orsona Wellese, The Cavalcade of America, Theatre Guild on the Air a v CBS Radio Mystery Theater. Na začátku své kariéry byl v několika hrách uveden jako Ted Reid.
Jeho nejznámější filmová role byla postava soukromého detektiva Ernieho Malona, lásky Jane Russellové, ve filmu Páni mají radši blondýnky z roku 1953.
Od herectví odešel v roce 1995 a zemřel dne 21. června 2013 ve věku 93 let.

## Vybraná filmografie
- Young Ideas (1943)
- The Story of Dr. Wassell]' (1944)
- Vicki (1953)
- Páni mají radši blondýnky (1953)
- Kdo seje vítr (1960)
- The Absent-Minded Professor (1961)
- The Thrill Of It All (1963)
- Son of Flubber (1963)
- Později, miláčku! (1963)
- Follow Me, Boys! (1966)
- Blackbeard's Ghost (1968)